# Scíathos (ciudad)
Scíathos o Escíatos (en griego: Σκιάθος) es la capital de la isla homónima en el Mar Egeo y es parte de Grecia. La ciudad de Scíathos cuenta con una escuela, un instituto, gimnasio, iglesias, bancos, oficina de correos y una plaza. También cuenta con un puerto desde el cual salen barcos hacia Skópelos, Volos, Agios Konstantinos y resto de Grecia.

## Prehistoria
La primera información de Scíathos viene de los viajes de un escritor anónimo, del cual se creía que era Scimno de Quíos. Según el autor del libro, Scíathos estaba habitada por los Pelasgos, una tribu prehelénica de Tracia. Estos se asentaron donde está ahora la ciudad. Posteriormente el lugar fue colonizado por calcidios procedentes de Eubea.

## Historia

### Scíathos en la Grecia Clásica
Durante las guerras médicas, una fuerte tormenta alcanzó a la flota del rey Jerjes y sufrió graves daños a causa de las rocas de la costa de Scíathos. Las flotas griegas fueron a Scíathos para debilitar a la flota persa, que luego derrotarían en la Batalla de Salamina. Scíathos siguió en la Liga de Delos hasta que perdió su independencia. La ciudad fue destruida por Filipo V de Macedonia en el año 200 a. C. para evitar que cayera en manos de Atalo de Pérgamo y de los romanos y que estos se enriquecieran con su saqueo.

### Era veneciana
En el año 1207, los hermanos Gyzi tomaron la isla y construyeron el Bourtzi, una pequeña fortaleza de estilo veneciano parecido al Bourtzi de Nauplia en una pequeña isla justo al lado de la ciudad, para proteger a la ciudad del ataque de los piratas del Egeo. Pero el Bourtzi no tuvo el efecto por el cual fue construido y a mitad del siglo XIV, la población de la capital se trasladó a Kastro (Castillo), el cual estaba en una roca muy alta, cerca de un acantilado en la parte más al norte de la isla. Kastro fue el único asentamiento de la isla hasta el final de la Guerra Griega de la Independencia, cuando la capital de la isla fue reubicada hasta donde está hoy.

### Era otomana

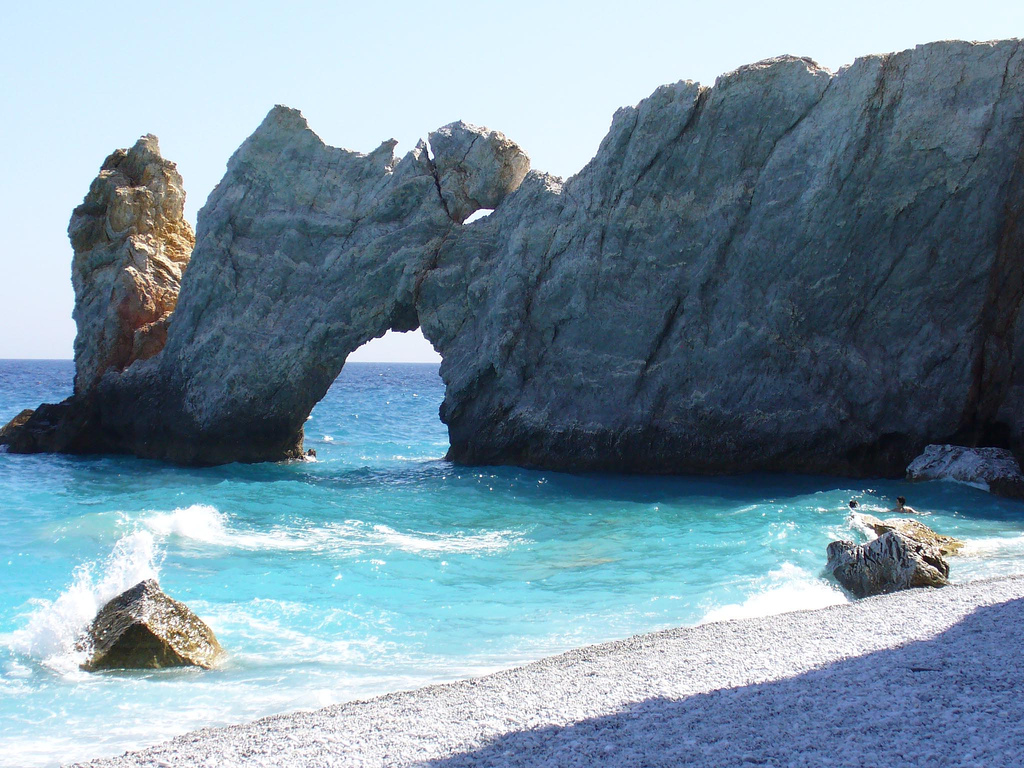
Vista de la playa de Lalaria

En 1704, monjes del monte Athos construyeron el Monasterio de Evangelistria, el cual hizo de refugio para los rebeldes de la Guerra Griega de la Independencia.
La primera bandera griega fue creada en el Monasterio de Evangelistria en 1807. Durante el siglo XIX, Scíathos se convirtió en un importante astillero, dado que tenía muchos bosques de pino. Al norte de la ciudad hay un baro hundido.

### Era moderna

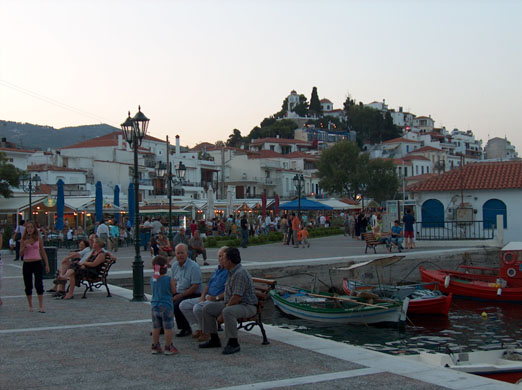
Vista de la ciudad moderna

La ciudad actual es relativamente nueva, reconstruida en 1829 y 1830 en donde estaba la ciudad antigua, en medio de dos colinas cercanas al Mar Egeo. La ciudad actualmente está casi enteramente formada por casas de uno o dos pisos pegadas unas a otras, con calles estrechas sin planificación, salvo algunas partes de la ciudad.
En 1964, Scíathos fue designado como "zona de desarrollo del turismo" por la Organización Griega del Turismo. Los efectos de la decisión han cambiado la isla, debido a planes de construcción de infraestructura turística. Estos incluyen la carretera por la costa desde Scíathos hasta Koukounaries, la construcción del Aeropuerto de Scíathos y la construcción del primer gran hotel en la playa de Koukounarias. Se han construido muchos hoteles cerca de la carretera costera desde que la isla pasó a ser un importante destino turístico.
En 2002 hubo protestas contra la minería en la isla ya que el ayuntamiento había comprado camiones para explotar la isla. También en 2004 hubo protestas ya que querían construir un helipuerto para hidroplanos operados por Hellenic Seaways que hubiera conectado Hydro con el resto de las Espóradas, pero al tener que hacer el helipuerto en un bosque cercano a la costa, hubo manifestaciones en su contra.

## Kastro
A mediados del siglo XIV, a causa de los piratas, la gente de la ciudad se refugió en un castillo cerca de un acantilado en la parte más al norte de la isla, que estaba construida en una montaña. El castillo contaba con murallas con huecos donde estaban colocados los cañones.
La comunicación entre el castillo y la tierra se hacía mediante un puente de madera que lo unía con una colina cercana. En caso de invasión, el puente se recogía y hacía imposible la entrada desde la colina cercana, dejando así como única opción la escalada. En ese caso, se preparaban cazos con agua caliente que se lanzaban a los invasores.
Kastro fue construido en 1453 bajo el dominio bizantino. Más tarde, cayó en dominio veneciano hasta 1538 y hasta 1821 estuvo bajo dominio turco. En 1660, Kastró cayó brevemente bayo dominio veneciano, pero fue reconquistado rápidamente por los turcos. Durante estos periodos, la vida de los que allí vivían era muy difícil, entre la escasez de comida, los continuos ataques de los piratas y el poco espacio que había en el castillo.
Dentro del castillo, se construyeron casas muy pequeñas, pegadas unas a otras, más de una veintena de iglesias, una mezquita y tanques con agua. El cementerio se hizo a las afueras del castillo.
En 1830, la población volvió a la ciudad y, bajo el consentimiento de la ya formada Grecia, se dejó bajo la administración del Ayuntamiento de Scíathos. Solo dos iglesias han resistido al paso del tiempo: Gennisi tou Christou (El nacimiento de Cristo] y Agios Nikolaos (San Nicolás). También hay una iglesia semidestruida, Panagia Preklas y pueden verse parte de la muralla y la puerta, además de una terraza construida por los generales tuercos.
Dos de los tanques y un cañón también se han quedado en el castillo.

## Península de Bourtzi
Bourtzi es una pequeña península que divide el puerto natural de Scíathos en dos. En esta pequeña península había un fuerte rodeado por murallas. Contaba con cañones a ambos lados y con dos torres.
No se sabe nada de la antigüedad de las ruinas de las murallas ya que su estado es deplorable. Además de lo ya dicho, en el fuerte había tanques con agua y una pequeña iglesia llamada Agios Georgios, protector de los venecianos, probablemente construida por los hermanos Gyzi. La iglesia dio posteriormente el nombre al fuerte, que pasó a llamarse Kastelli tou Agiou Georgio (Castillo de San Jorge). El fortín fue destruido en 1660 por el almirante Francesco Morozini durante la ocupación veneciana.
En 1906 se construyó una escuela primaria en el centro de la península. Parte del dinero fue donado por Andreas Syngros. En la entrada de la escuela, desde 1925, hay un busto de Alexandros Papadiamantis.
El colegio dejó de funcionar y en la península aún pueden verse restos de la muralla, de los tanques de agua y de la iglesia de Agios Georgios.

## Geografía
La ciudad cuenta con un puerto natural poco ventoso. El área que rodea la ciudad es campo. Skópelos se puede ver a simple vista y en un día claro también pueden verse Esciro y Eubea.

## Transporte
Hay líneas regulares a Koukounaries cada veinte minutos, con un coste de 1,50€ por persona y viaje. Los taxi también son baratos

## Residentes ilustres

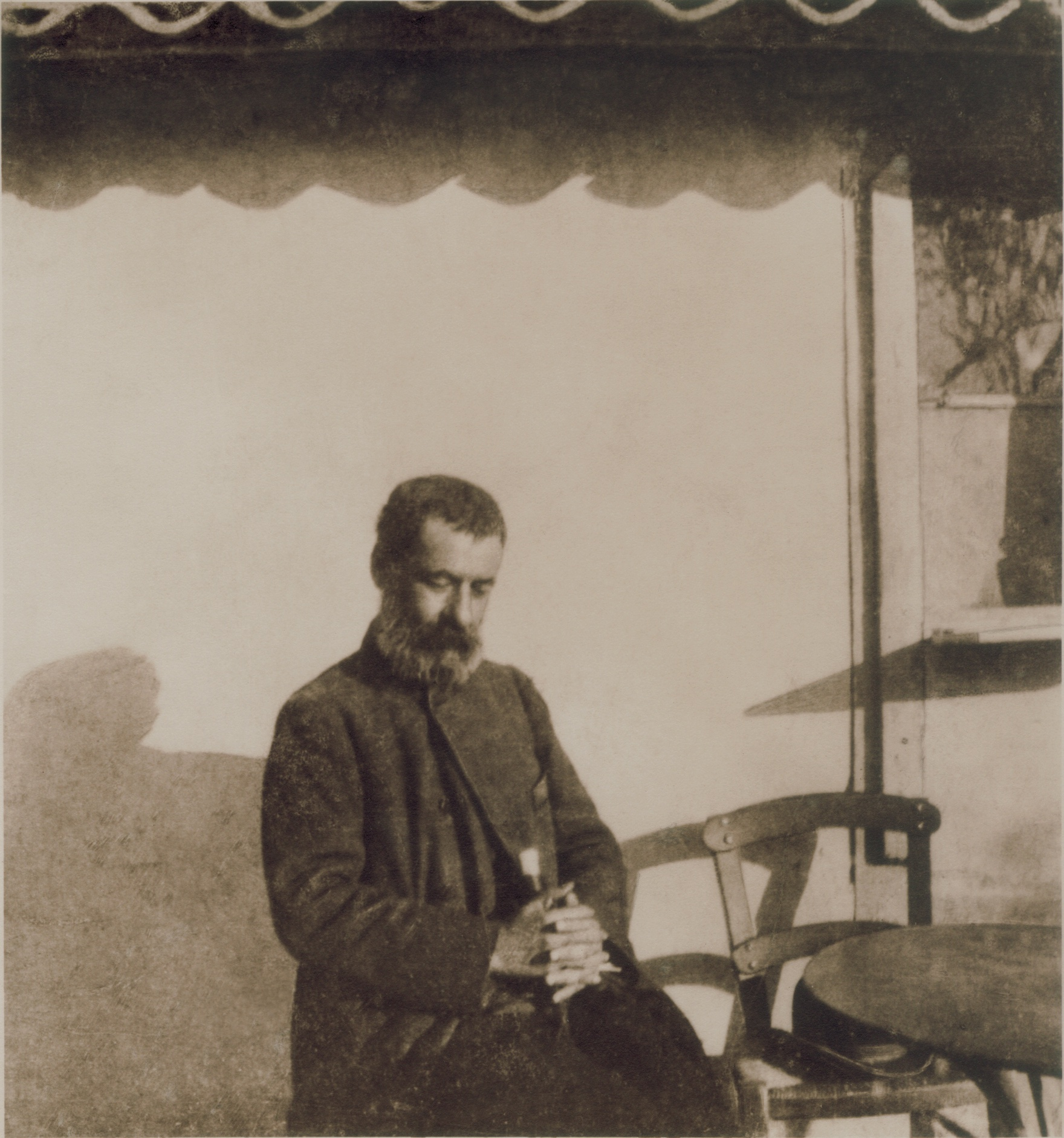
Alexandros Papadiamantis

* Alexandros Papadiamantis (1851–1911), escritor. 

## Población histórica
| Año  | Población        |
| ---- | ---------------- |
| 1981 | 4,129 habitantes |
| 1991 | 5,096 habitantes |
| 2001 | 6,160 habitantes |

## Galería

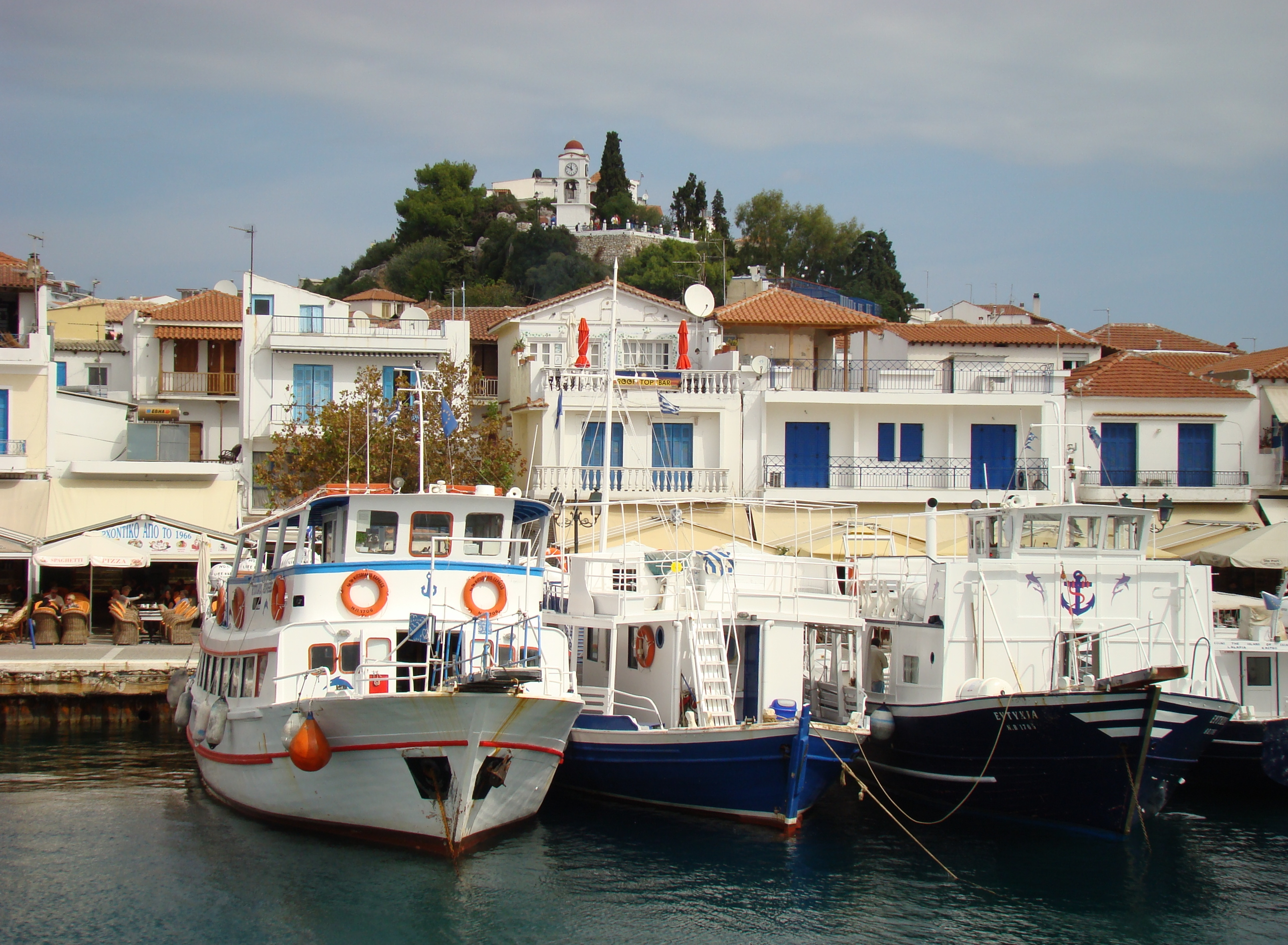
Vista del puerto
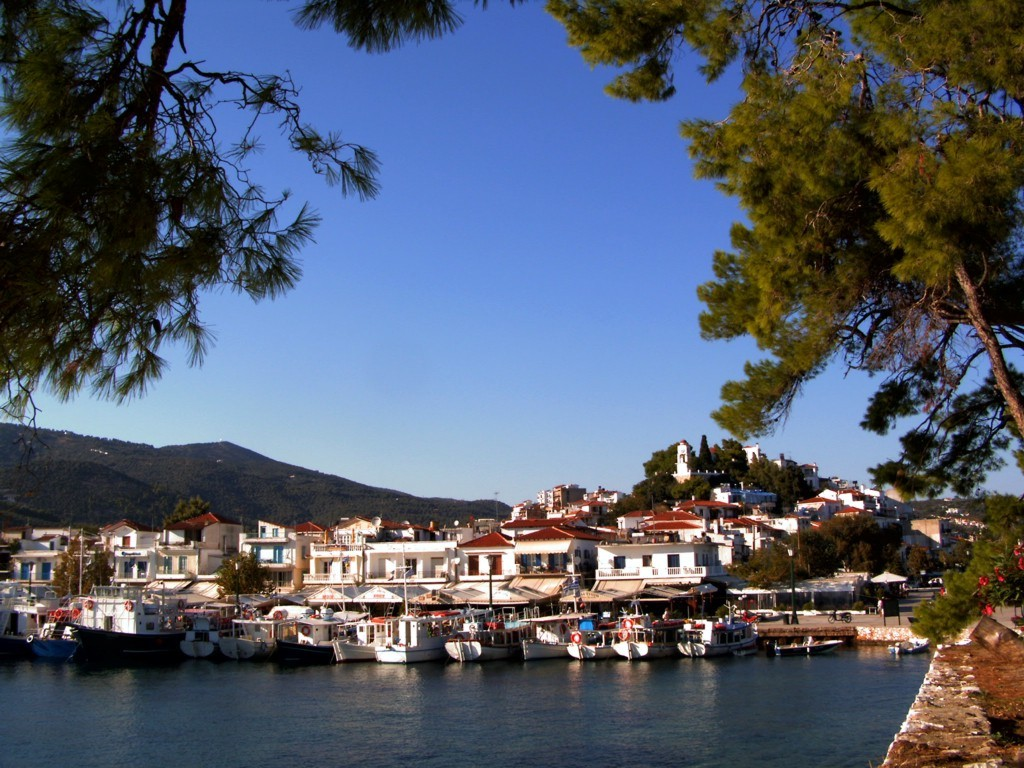
Otra imagen del puerto
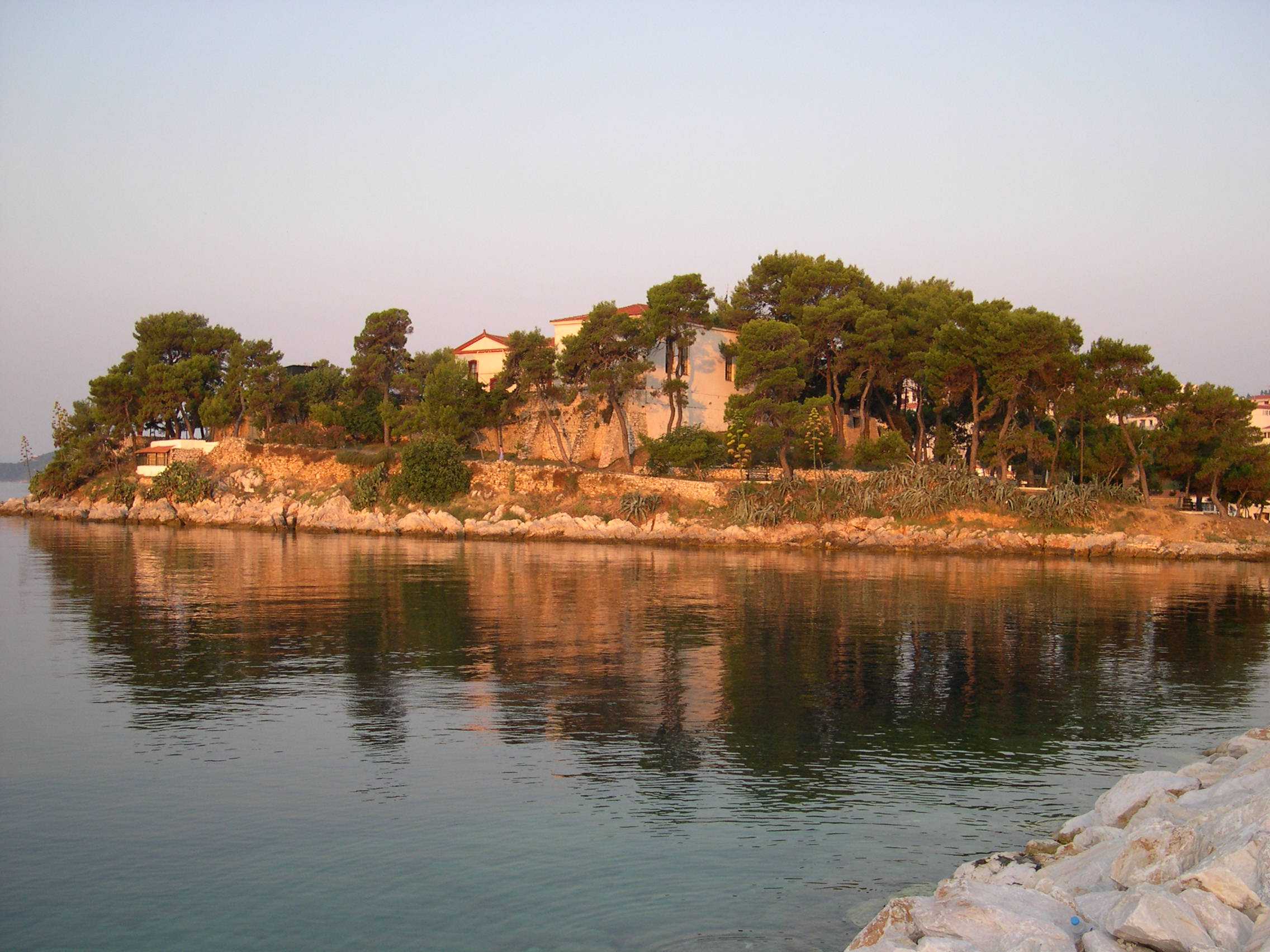
Mpourtzi